# Дніпро (теплохід)
Дніпро — двопалубний річковий пасажирський круїзний теплохід класу «Волга», що зареєстрований в дунайському порту Ізмаїл, належить Українському Дунайському пароплавству, яким і експлуатується. 
Судно споруджене 1970 року на австрійській судноверфі «ÖSWAG» у Лінці. З початку експлуатації належить Українському Дунайському пароплавству. Обслуговує круїзні маршрути по річці Дунай.